# 오가사와라 나가유키
오가사와라 나가유키(일본어: 小笠原長恭, 1740년 ~ 1776년 7월 14일)는 에도 시대 중기의 다이묘로, 가케가와번의 3대 번주이자, 다나구라번의 번주이다. 오가사와라 가 다다토모 계 제7대 당주.
어릴적 이름은 쓰치마루(土丸)이며, 관위는 종5위하, 사도노카미, 노토노카미를 지냈다.
가케가와 번의 2대 번주 오가사와라 나가쓰네의 맏아들로 태어났다. 1744년에 아버지가 사망하면서 번주직을 이어받았지만, 아직 어린 나이인데다가, 당시 대도 닛폰자에몬이 영지 내에 횡행하는 것을 제대로 단속하지 못했다 하여, 1746년 음력 9월 25일, 그 벌로 다나구라 번으로의 전봉을 명령받았다.
1749년 음력 2월, 영지 인근의 막부 직할령에서 농민이 다이칸에게 살해당하는 도즈카 소동이 발생하자, 막부의 명에 따라 번 군사를 파견하여 진압하였다. 번 재정이 악화되자 식산흥업 정책을 폈는데, 특히 도자기 생산을 장려하였다. 다나구라의 가노코야키를 창시했다고도 전해진다. 1776년에 37세의 나이로 사망하였고, 아들 나가타카가 그 뒤를 이었다.
| 전임 오가사와라 나가쓰네 | 제3대 가케가와번 번주 (오가사와라가) 1744년 ~ 1746년 | 후임 오타 스케토시 |

| 전임 마쓰다이라 다케치카 | 제1대 다나구라번 번주 (오가사와라가) 1746년 ~ 1776년 | 후임 오가사와라 나가타카 |